# NGC 6907
NGC 6907 è una galassia a spirale nella costellazione del Capricorno.
Si individua, con strumenti di almeno 150mm di apertura, circa 5 gradi a ovest della stella ψ Capricorni. Con grandi strumenti si può notare la presenza di due bracci di spirale molto spessi e luminosi nel tratto vicino al nucleo, il più notevole dei quali si estende nella parte orientale, che conferiscono alla galassia un tipico aspetto a lettera S. La sua distanza dalla Via Lattea è stimata sui 137 milioni di anni-luce.

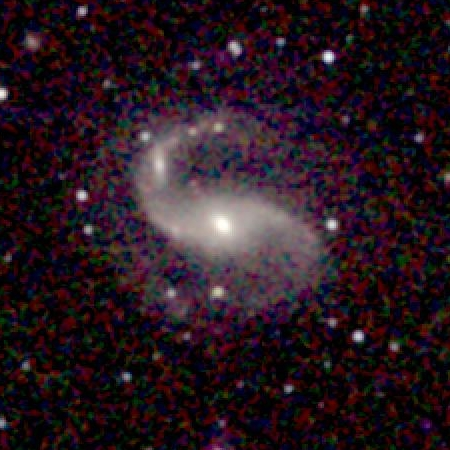
NGC 6907 (2MASS)